# Яценко Володимир Валерійович
Володимир Валерійович Яценко (нар. 2 лютого 1962 року, Одеса, УРСР, СРСР) — український письменник.

## Життєпис
Народився 2 лютого 1962 року, в Одесі (Українська РСР, СРСР). Випускник фізико-математичної школи № 116 (Одеса, 1979 рік). Після закінчення 1984 року з червоним дипломом Одеського технологічного інституту холодильної промисловості (ОТІХП) працював стажистом-викладачем, а 1986 року вступив до аспірантури (ОТІХП).
Літературні спроби робив «скільки себе пам'ятає», але серйозне ставлення до творчості виявилося лише 1999 року.
Перший роман «Десант в сучасність» (рос. Десант в настоящее) опубліковано в Одесі 2000 року (вид-во МЕТТА, ISBN 966-95795-2-X). 2005 року в Одесі опубліковано другий роман «Бранці зими» (рос. Пленники зимы) (ISBN 966-95795-3-8).
Від 2006 року — регулярний учасник мережевих конкурсів науково-фантастичних оповідань. Власне, весь період від 2006 року присвятив оповіданням. Написав близько півсотні оповідань, кожне з яких побувало у фіналі (шорт-ліст) конкурсу. Найвищою оцінкою своєї творчості вважає дві перемоги поспіль на міжнародному конкурсі «Російський Еквадор» (рос. Русский Эквадор). 2007 року перше місце посіло його оповідання «Винищувачі динозаврів» (рос. Истребители динозавров). 2008 року він знову став переможцем з оповіданням «Расист».
Зібрання творів Володимира Яценка налічує шість томів, 2018 року планувався випуск 7-го тому (обсягом 17 а. а., як і попередні книги).[уточнити]
Стиль Володимира Яценка характеризується прихильністю до так званої «жорсткої» наукової фантастики. Оглядач його творчості М. Волова назвала його стиль логічним гіперреалізмом.

Вважає, що пише прозу, лише в привабливій обгортці науково-фантастичних припущень:
|  | Природа людей незмінна. За часів античності, у середньовіччі та у вік космічних польотів люди люблять і ненавидять, вдаються до мрій і втрачають надію. Фантастичні декорації слугують лише для акцентування думок і вчинків героїв. Часи "фантастика для фантастики" давно пройшли. Нині фантастика — це просто інструмент для нового ракурсу, що дає змогу побачити людські риси в несподіваному світлі.Оригінальний текст (рос.) Природа людей неизменна, — полагает Владимир. — Во времена античности, в средневековье и в век космических полётов люди любят и ненавидят, предаются мечтам и теряют надежду. Фантастические декорации служат только для акцентирования мыслей и поступков героев. Времена „фантастика для фантастики“ давно ушли. Сегодня фантастика — это просто инструмент для нового ракурса, позволяющий увидеть человеческие качества в неожиданном свете. |

І цю концепцію автор послідовно втілює у життя.
«Це втілення етичних ідеалів, які читач хотів би в собі бачити» — пише про героїв письменника Ізя Шлосберг у передмові до книги «Шлях в сучасність» (рос. Путь в настоящееISBN 978-1451553383).
Від 2009 року є членом Shiva-club. Засновник і директор журналу РБЖ-Азимут.
У 2017 році — лауреат міжнародної дитячої літературної премії імені В. П. Крапивіна (повість «Сестра Світу» (рос. Сестра Мира), під псевдонімом Влада Рай).

### Книги
- Сильные люди. Hanna Concern Publication, Baltimore 2013, 416 с., ISBN 978-1-490-48184-5
- Человек из ящика. Hanna Concern Publication, Baltimore 2013, 416 с., ISBN 978-1-490-48205-7
- Бродяги. Hanna Concern Publication, Baltimore 2013, 416 с., ISBN 978-1-490-48210-1
- Ржавая Хонда. Астрель. 2012, 448 с., ISBN 978-5-271-42996-5, 978-5-9725-2283-5
- Бог одержимых. Астрель. 2011, 430 с., ISBN 978-5-17-074989-8, 978-5-4215-2387-1, 978-5-9725-2099-2
- «Путь в настоящее», Hanna Concern Publication, Baltimore 2010, 464 с., ISBN 978-1451553383
- «Батальон одного», Hanna Concern Publication, Baltimore 2010, 456 с., ISBN 978-1451566895
- «Пленники зимы», під псевдонімом Валло де Вітте, вид-во «МЕТТА», Одеса, 2005, 345 с., ISBN 966-95795-3-8
- «Десант в настоящее», під псевдонімом Валло де Вітте, вид-во «МЕТТА», Одеса, 2000, 366 с., ISBN 966-95795-2-X
- «Главная ось», Hanna Concern Publication, Baltimore 2010, 408 с., ISBN 978-1505999129

### Збірки
- «Игрушки для взрослых». Hanna Concern Publishing, RBG-Azimut, 632 с., ISBN 978-1482020649.
- «Точка невозвращения». Hanna Concern Publishing, RBG-Azimut, 632 с., ISBN 978-1496108425
- «Дверь, которой не было». Hanna Concern Publishing, RBG-Azimut, 600 с., ISBN 978-1468110555.
- «РБЖ-Азимут 2010». Hanna Concern Publishing, RBG-Azimut, 648 с., ISBN 978-1456413019.
- «Завтра будет ветер». Hanna Concern Publishing, RBG-Azimut, Baltimore 2010, 720 с., ISBN 978-1453655788.
- «Зона высадки. Мир фантастики 2010», Астрель-СПб, 2010 ISBN 978-5-9725-1779-4.
- «Авантюра по имени жизнь», Hanna Concern Publication, Baltimore 2009, 608 с., ISBN 978-1449966713 .
- «Истребители динозавров», зб., «Признание», СПб., 2008, 256 с. ISBN 978-5-91404-009-0.
- Изнанка мира. — М. : Золотая чаша, 2007. — 142 с. — (Фантастика) — ISBN 5-93883-058-3.
- День десантника. Мир фантастики 2014. — М., 2013. — 345 с. — ISBN 978-5-17-079789-9.
- А зомби здесь тихие…. — М. : Эксмо, 2013. — 890 с. — ISBN 978-5-699-65090-3.
- Хроника посещения. — М. : АСТ, 2014. — 384 с. — ISBN 978-5-17-080202-9.
- Черновики мира. — М. : АСТ, 2015. — 407 с. — ISBN 978-5-17-085766-1.

### Журнали
- «Экипаж демиургов», ж. «Знание — сила» № 1(16)/13, М., Росія
- «Эффект одуванчика», ж. «РБЖ Азимут» № 12/10, Одеса, Україна ISSN
- «Третий». Химия и жизнь, М., № 8, 2010
- «Эффект одуванчика». Юный техник, М., № 7, 2010, ISSN 0131-1417
- Авт. зб. (Запах удачи, Тень от руки, Истребители динозавров, Слёзы сипахи, Розовый снег, Расист, Влом и Заноза) ж. «РБЖ Азимут» № 7/08, Одеса, Україна ISSN
- «Душа Адама», ж. «РБЖ Азимут» № 6/08, Одеса, Україна ISSN
- «Последний рейс», ж. «Мир фантастики», М., № 42; лютий 2007
- «Оплата за проезд», ж. «Безымянная Звезда», М., № 15 (грудень 2007)
- «Бегство героев», «Чувство меры» (під псевдонімом В. Кусачёв), «С Божьей помощью» (під псевдонімом В. Кусачёв), ж. «РБЖ Азимут» № 3/07, Одеса, Україна ISSN 1994-0645
- «Крик Бога», ж. «РБЖ Азимут» № 2/07, Одеса, Україна
- Авт.зб. (Бог одержимых, Изнанка мира, Корабль Солнца, Машина света, Последний рейс, Свежая кровь, Мудрак) ж. «РБЖ Азимут» № 1/06, Одеса, Україна, 200 с.